# Music Out of the Moon
Music Out of the Moon ist ein Musikalbum aus dem Jahr 1947. Die Kompositionen von Harry Revel werden von Samuel Hoffman auf dem Theremin gespielt, der von einem von Les Baxter geleiteten Ensemble begleitet wird. Die Arrangements stammen von Les Baxter, der damit seinen ersten Hit landete. Das Album erschien bei Capitol Records.
Das Album, mit dem in der ursprünglichen Edition drei Schellackplatten zusammengefasst wurden, sollte der Planung nach ein Kulthit werden, der ein bestimmtes offenes und junges Publikum ansprach. Auf dem Cover räkelte sich, aufsehenerregend für die damalige Zeit, eine spärlich bekleidete Frau auf der Mondoberfläche, es hatte die Coveraufschrift Music Unusual Featuring the Theremin – Themes by Harry Revel. Auch wenn keine genauen Verkaufszahlen bekannt sind, waren die Verkäufe hoch genug, um Zeitungen von der „meistverkauften Capitol-Platte“ aller Zeiten schwärmen zu lassen.
Music Out of the Moon war eines von zwei Musikalben, die Neil Armstrong bei der Apollo-11-Mission mitnahm. Die Astronauten hatten einen Kassettenrekorder dabei, und Armstrong neben der Antonín Dvořáks Symphonie Aus der neuen Welt noch eine Aufnahme von Music Out of the Moon mitgenommen.
Das Album, das 1950 auch als Vinyl-Langspielplatte erschien, besteht aus sechs Stücken mit Namen wie Lunar Rhapsody, Celestial Nocturne oder Radar Blues.
Es ist ein Pionieralbum des Exotica/Space Age Pops, und war eine Blaupause, an der sich Alben und Soundtracks für die nächsten zehn Jahre orientieren. Revell/Baxter benutzten lateinamerikanische Rhythmen, einen Chor, der keine Worte, sondern nur einzelne Vokale sang, ein großes Orchester mit Harfe, das für einen vollen, harmonischen Hintergrundsound sorgt. Dies kontrastiert ein einzelnes elektronisches Instrument – hier das Theremin –, das gleichzeitig im beginnenden Space Age ein Verweis auf Technik und deren Zukunftspotenziale war.
1999 wurde das Album zusammen mit zwei weiteren Hoffman/Revel-Alben (Perfume Set to Music und Music for the Peace of Mind) in einer 3-CD-Box wiederveröffentlicht.